# Diamesa
Diamesa is een muggengeslacht uit de familie van de Dansmuggen (Chironomidae).

## Soorten
- D. aberrata Lundbeck, 1898
- D. alata Stora, 1945
- D. alpina Tokunaga, 1936
- D. amplexivirilia Hansen, 1976
- D. ancysta Roback, 1959
- D. arctica (Boheman, 1865)
- D. arcticus (Boheman, 1865)
- D. bertrami Edwards, 1935
- D. bohemani Goetghebuer, 1932
- D. cinerella Meigen, 1835
- D. clavata Edwards, 1933
- D. colenae Hansen, 1976
- D. cheimatophila Hansen, 1976
- D. chiobates Hansen, 1976
- D. chorea Lundbeck, 1898
- D. dampfi (Kieffer, 1924)
- D. davisi Edwards, 1933
- D. garretti Sublette and Sublette, 1965
- D. geminata Kieffer, 1926
- D. goetghebueri Pagast, 1947
- D. gregsoni Edwards, 1933
- D. hamaticornis Kieffer, 1924
- D. haydaki Hansen, 1976
- D. heteropus (Coquillett, 1905)
- D. hyperborea Holmgren, 1869
- D. incallida (Walker, 1856)
- D. incallidus (Walker, 1856)
- D. insignipes Kieffer, 1908
- D. japonica Tokunaga, 1936
- D. kasymovi Kownacki & Kownacka, 1973
- D. laticauda Serra-Tosio, 1964
- D. latitarsis (Goetghebuer, 1921)
- D. lavillei Serra-Tosio, 1970
- D. leona Roback, 1957
- D. lindrothi Goetghebuer, 1931
- D. longipes Goetghebuer, 1941
- D. lupus Willassen, 1985

- D. macronyx (Kieffer, 1918)
- D. martae Kownacki & Kownacka, 1980
- D. mendotae Muttkowski, 1915
- D. modesta Serra-Tosio, 1968
- D. nivicavernicola Hansen, 1976
- D. nivoriundus (Fitch, 1847)
- D. nowickiana Kownacki & Kownacka, 1975
- D. parancysta Serra-Tosio, 1983
- D. permacra (Walker, 1856)
- D. polaris Kieffer, 1926
- D. saetheri Willassen, 1986
- D. serratosioi Willassen, 1986
- D. simplex Kieffer, 1926
- D. sommermani Hansen, 1976
- D. sonorae Willassen, 1985
- D. spinacies Saether, 1969
- D. starmachi Kownacki & Kownacka, 1970
- D. steinboecki Goetghebuer, 1933
- D. subletti Makarchenko, 1986
- D. tenuipes Goetghebuer, 1938
- D. thomasi Serra-Tosio, 1970
- D. tonsa (Haliday, 1856)
- D. vaillanti Serra-Tosio, 1972
- D. valkanovi Saether, 1968
- D. veletensis Serra-Tosio, 1971
- D. vockerothi Hansen, 1976
- D. wuelkeri Serra-Tosio, 1964
- D. zernyi Edwards, 1933